# スター (Disney+)
スター（Star）は、ウォルト・ディズニー・カンパニーのディズニー・ストリーミング部門が所有・運営する、アメリカの定額制ビデオ・オン・デマンド・OTTサービス「Disney+」内で展開されているコンテンツハブである。ラテンアメリカでは2021年8月31日より、別途配信サービスの「スター+」を開始した。
スターは、FX、フリーフォーム、Hulu、ABCシグネチャー、20th テレビジョン、20th テレビジョン・アニメーション、20世紀スタジオ、サーチライト・ピクチャーズ、タッチストーン・ピクチャーズ 、ハリウッド・ピクチャーズなどのディズニー子会社のライブラリからのテレビおよび映画コンテンツを提供している。

## 歴史

### バックグラウンド
「スター」という名前は、旧ニューズ・コーポレーション傘下の衛星放送局の社名に由来し、「Satellite Television Asian Region」（アジア地域向け衛星放送）の頭字語である。
2009年以降、スターを社名として使用しているのは、現在は別会社のStar China Mediaと、主にインドで事業を展開し、インド系の視聴者を対象としたサービスを通じて国際的に番組を配信するStar Indiaのみであり、Star Asia Pacificの残りの事業は、後にFox International Channels（現：FOXネットワークス・グループ）の事業に統合されることとなった。
その後、Star Indiaは、2019年3月20日に親会社（当時）の21世紀フォックスの買収の一環として、ウォルト・ディズニー・カンパニーに買収され、ディズニー・スターと社名を変更。それに伴い旧スター社もディズニー・ネットワークス・グループ・アジア・パシフィック・リミテッドと改称している。なお、ディズニーは展開地域において既に同名のブランドを使用している放送・配信事業者に対しての名称使用契約も順次行われており、ブラジルでは動画配信サービス「STARZPLAY」を展開しているStarz、日本でも専門チャンネル「スターチャンネル」を展開している東北新社との間でそれぞれライセンス契約を締結した。

### 準備
ウォルト・ディズニー・カンパニーは2020年8月5日に行われた決算発表において、アメリカ国外市場向けの動画配信サービスを準備していることを発表。当初、ディズニーは姉妹サービスであるHuluを海外展開すべく、計画を進めていたが、2019年5月にディズニーがコムキャスト（NBCユニバーサル）からHulu支配権の全てを獲得した際、2024年1月以降にコムキャストがディズニーに対して、いつでも株式の買取を要求できる付帯条項付きで購入していた。そのため、海外でのHulu展開により、同サービスの価値が上昇すれば、比例する形でコムキャストに支払う株式買収費用も膨大になる恐れが出てきたため、この計画を断念したことが2020年10月にブルームバーグから報じられた。また、ディズニーCEO（当時）のボブ・チャペックも前述の決算発表の際にアメリカ国外におけるHuluのブランド認知度が無いことを問題点として挙げていた。その結果、ディズニーはABCや20世紀スタジオ系列作品における海外配信の受け皿として、別途新ブランドを新設することとなった。

### サービス開始
ウォルト・ディズニー・カンパニーは2020年12月10日に行われた投資家向け説明会においてスターおよびスター+を発表した。説明会ではスターがDisney+のインターフェイスに追加されることや、それに伴いペアレンタルコントロール機能が追加されることが併せて発表された。スターはDisney+の加入者に無料で提供されたが、導入と同時に料金の値上げが行われた。
スターは2021年2月23日からカナダ、ヨーロッパ地域、オーストラリア、ニュージーランド、シンガポールでサービスが開始され、その後香港でも開始された。
ラテンアメリカではスター+が同年8月31日に開始し、ディズニー系列のスポーツ専門チャンネルであるESPNからのスポーツ中継も開始された。日本は同年10月27日、韓国も同年11月12日にそれぞれ開始した。
その後、2021年1月22日には名称の混乱を避けるため、ヨーロッパ向けの配信サービスであるStar Plus、Star Bharat、Star Goldがそれぞれ、Utsav Plus、Utsav Bharat、Utsav Goldと改名された。ディズニーは今後数年間、スターとDisney+の下で韓国、日本、その他アジア諸国発のコンテンツをさらに製作する予定である。

## コンテンツ

### 通常コンテンツ
スターには、ABCシグネチャー、20th テレビジョン、20th テレビジョン・アニメーション、FXおおよびその部門と過去に製作されたテレビ番組、20世紀スタジオ、20世紀アニメーション、サーチライト・ピクチャーズ、タッチストーン・ピクチャーズ、ハリウッド・ピクチャーズの映画ライブラリー、ミラマックス・フィルムズのいくつかの映画ライブラリーなど、ディズニーおよびその子会社が製作または保有するさまざまなコンテンツが含まれる。テレビ番組の多くは、ABC、Hulu、FX、フリーフォームといったディズニーが所有する放送局やサービス向けに製作されたものである。その他の番組は、もともと外部の放送局から依頼されたものであるが、ディズニーが国際的な配信権を保持しているため、スターで視聴できるようになった。
ヨーロッパでは、Disney+とスターは、現地の自社スタジオや共同製作に加え、外部の配信事業者のコンテンツも提供している。その理由は、ヨーロッパで製作された作品を一定割合で提供することを義務付ける規定にある。この要件を満たすために、ディズニーはフランスやドイツなどのさまざまな現地配給会社とパートナーシップを結んでいる。
また、展開地域内におけるローカルコンテンツも配信するとしており、Netflixが東アジア地域における主要コンテンツである日本アニメと韓国ドラマに注力していることを受けて、Disney+がこれらの分野に参入を検討していることが2021年4月に報じられた。その後、日本ではNHKや民間放送といったテレビ局各社と提携し、国内製作のドラマやアニメーションをスターにて配信することが発表された。一部の作品は世界配信する予定となっており、2023年までにアジア太平洋地域だけで50作品を超えるオリジナルコンテンツを製作するとしている。
この他、スターブランドを導入する前は『デッドプール』（20世紀スタジオ製作）などといった、Disney+の対象であるファミリー層が視聴するには相応しくないとディズニーが判断した作品は同サービスでの配信は行われていなかった。このため、元々は劇場公開やDisney+での配信を前提に製作していたのを後に北米法人における姉妹サービスのHuluでの配信に変更したり、配給権を同業他社の動画配信サービスに譲渡した作品も発生する事態となっていた。しかしペアレンタルコントロールの導入により、前述の理由でDisney+にてラインナップ出来なかったR指定などの大人向け作品も配信可能になった。

### 独占コンテンツ
スターが現地で初公開する作品の多くは、ストリーミングハブ自身がスターオリジナルまたはスター独占作品として宣伝・提供する。これらの作品の多くは、ウォルト・ディズニー・カンパニーのストリーミングサービス（Huluなど）やテレビチャンネル（ABC、フリーフォーム、FX、ESPN、ナショナル ジオグラフィックなど）から提供されたものである。姉妹サービスのスター+やDisney+ Hotstarから、一部の作品がスターに提供されることもある。また、ディズニーは現地のプロダクションとのパートナーシップを結んでおり、そこで選ばれた作品を世界中に配信している。例えば、日本のテレビ放送局であるTBSとの提携がある。

## 展開地域
上記の通り、スターはDisney+のサービスの一環として世界各国で利用できる。Disney+がDisney+ Hotstarの一部として展開されている国では、同一番組の多くがHotstarの通常コンテンツとして提供されており、Star Worldなどのハブに分類されていることが多い。アメリカおよびラテンアメリカではスターが展開されていないため、作品の多くはそれぞれの地域においてHuluとスター+を通じて配信されている。
| 開始日         | 国/地域                  |
| -------------- | ------------------------ |
| 2021年2月23日  | オーストラリア           |
| 2021年2月23日  | オーストリア             |
| 2021年2月23日  | ベルギー                 |
| 2021年2月23日  | カナダ                   |
| 2021年2月23日  | デンマーク               |
| 2021年2月23日  | フィンランド             |
| 2021年2月23日  | フランス                 |
| 2021年2月23日  | ドイツ                   |
| 2021年2月23日  | アイスランド             |
| 2021年2月23日  | アイルランド             |
| 2021年2月23日  | イタリア                 |
| 2021年2月23日  | ルクセンブルク           |
| 2021年2月23日  | オランダ                 |
| 2021年2月23日  | ニュージーランド         |
| 2021年2月23日  | ノルウェー               |
| 2021年2月23日  | ポルトガル               |
| 2021年2月23日  | シンガポール             |
| 2021年2月23日  | スペイン                 |
| 2021年2月23日  | スウェーデン             |
| 2021年2月23日  | スイス                   |
| 2021年2月23日  | イギリス                 |
| 2021年10月27日 | 日本                     |
| 2021年11月12日 | 韓国                     |
| 2021年11月12日 | 台湾                     |
| 2021年11月16日 | 香港                     |
| 2022年5月18日  | 南アフリカ               |
| 2022年6月8日   | アルジェリア             |
| 2022年6月8日   | バーレーン               |
| 2022年6月8日   | エジプト                 |
| 2022年6月8日   | イラク                   |
| 2022年6月8日   | ヨルダン                 |
| 2022年6月8日   | クウェート               |
| 2022年6月8日   | レバノン                 |
| 2022年6月8日   | リビア                   |
| 2022年6月8日   | モロッコ                 |
| 2022年6月8日   | オマーン                 |
| 2022年6月8日   | パレスチナ               |
| 2022年6月8日   | カタール                 |
| 2022年6月8日   | サウジアラビア           |
| 2022年6月8日   | チュニジア               |
| 2022年6月8日   | アラブ首長国連邦         |
| 2022年6月8日   | イエメン                 |
| 2022年6月14日  | アルバニア               |
| 2022年6月14日  | アンドラ                 |
| 2022年6月14日  | ボスニア・ヘルツェゴビナ |
| 2022年6月14日  | ブルガリア               |
| 2022年6月14日  | クロアチア               |
| 2022年6月14日  | チェコ                   |
| 2022年6月14日  | エストニア               |
| 2022年6月14日  | ギリシャ                 |
| 2022年6月14日  | ハンガリー               |
| 2022年6月14日  | コソボ                   |
| 2022年6月14日  | ラトビア                 |
| 2022年6月14日  | リヒテンシュタイン       |
| 2022年6月14日  | リトアニア               |
| 2022年6月14日  | マルタ                   |
| 2022年6月14日  | モンテネグロ             |
| 2022年6月14日  | 北マケドニア             |
| 2022年6月14日  | ポーランド               |
| 2022年6月14日  | ルーマニア               |
| 2022年6月14日  | サンマリノ               |
| 2022年6月14日  | セルビア                 |
| 2022年6月14日  | スロバキア               |
| 2022年6月14日  | スロベニア               |
| 2022年6月14日  | トルコ                   |
| 2022年6月14日  | バチカン市国             |
| 2022年6月16日  | イスラエル               |
| 2022年11月17日 | フィリピン               |

### 日本
2021年8月12日に行われたディズニーの投資家向けカンファレンスにおいて、同年10月後半に日本におけるDisney+が拡張されることを明らかにし、同年9月1日にウォルト・ディズニー・ジャパンからも同年10月27日からフルサービス提供と共に「スター」ブランドの配信作品が追加されることを正式発表した。
配信作品は前述の通り、ABCや20世紀スタジオ、FXなどの作品に加え、韓国企業と提携して韓国製作のドラマ・バラエティ番組など、国外で製作されたテレビ番組や映画などを同ブランドにて配信するとしている。
日本のテレビ各局と提携した上で国内で製作された番組のラインナップも強化しており、日曜劇場にて放送した『TOKYO MER〜走る緊急救命室〜』や『マイファミリー』、『アトムの童』（TBSテレビ製作）、日曜ドラマにて放送した『金田一少年の事件簿』（日本テレビ製作）、NHKにて放送した『拾われた男』（ディズニー・NHKエンタープライズ共同製作）などの国内製作ドラマ・アニメ番組も配信している。2022年9月からはウォルト・ディズニー・ジャパン単独製作によるオリジナルドラマの配信も開始し、同月14日から『すべて忘れてしまうから』、同年12月28日から『ガンニバル』などの配信が行われている。
2024年6月28日、ジャパネットホールディングス傘下のBSデジタル放送局であるBSJapanextはスターにて独占配信している韓国ドラマ3作品を同年7月31日から順次放送することを発表した。スター独占配信の韓国ドラマ作品をDisney+以外の媒体で放送するのは今回が初めてとなる。
2025年1月20日、韓流専門チャンネルのKNTVにもスターにて独占配信している韓国ドラマとバラエティ番組3作品を同年2月12日から順次放送することを発表した。